# Triquetra

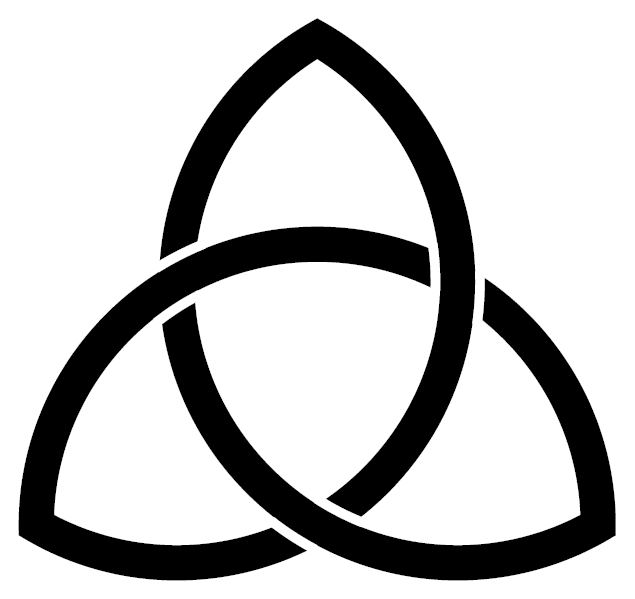
Triquetra simplă

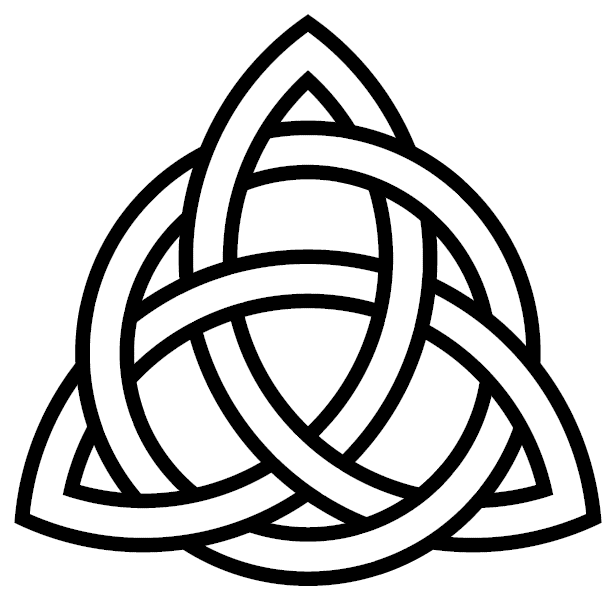
Triquetra intercalată cu un cerc

Triquetra (pronunțat /traɪ.'kwε.trə/ ) este un cuvânt derivat din latinescul tri- („trei”) și quetrus („încolțit”). Sensul său original a fost pur și simplu „triunghi” și a fost folosit pentru a se referi la diverse forme cu trei colțuri. În prezent, cuvântul a ajuns să se refere exclusiv la o anumită formă mai complicată, formată din trei vesicae piscis, uneori având în plus un cerc în interiorul sau în jurul acesteia. Triquetra a fost și este folosită ca un simbol al lucrurilor și al persoanelor care sunt în număr de trei, cum ar fi, spre exemplu, Sfânta Treime creștină și altele.
Triquetra în forma sa de nod celtic exprimă dimensiunea eternă a universului. Fără a avea început și sfârșit, nodurile celtice exprimă credința druizilor și a străvechilor celți într-o viață fără de sfârșit, moartea nefiind altceva decât o faza de tranziție către o nouă etapă a existenței. Triquetra sau “nodul întreit” denotă importanța acordată de către druizi cifrei 3. Acest simbol celtic străvechi, a fost folosit de către creștinii irlandezi pentru reprezentarea Sfintei Treimi.